# 安乐乡 (牟定县)
安乐乡，是中华人民共和国云南省楚雄彝族自治州牟定县下辖的一个乡镇级行政单位。

## 行政区划
安乐乡下辖以下地区：
猫街村、石板村、太极村、河心村、小屯村、蒙恩村、桃园村、直苴村、安益村、六渡村、羊旧村、力石村和新田村。

## 中国传统村落
2013年8月，小屯被评为第二批中国传统村落。

## 交通
- 元昆铁路：羊臼河站、小村站